# 왕고 (여진)
왕고(王杲, 1515-1575)는 건주여진(建州女眞) 출신이다. 명(明) 가정(嘉靖) 연간(1522-1566) 건주우위도지휘사(建州右衛都指揮使)에 임명되었다. 청태조(淸太祖) 누르하치(Nurhaci, 努爾哈赤)의 외증조부라는 설이 있다. 또한 일설에는 누르하치의 외조부라는 설이 있다. 다른 일설에는 왕고와 누르하치는 혈연관계가 없다고 한다.

## 생애
왕고는 천생이 총명하였다. 무순(撫順)에서는 중국어를 배웠을 뿐만 아니라 여러 언어와 문자에도 밝았다. 또한 점치는 기술에도 정통하였다.
명대 사료에서는 주로 건주우위도지휘사(建州右衛都指揮使)에 임명되었으면서도 자주 명의 변경을 침략하고 약탈한 인물이라고 전한다.
건주좌위(建州左衛)의 충샨(Cungšan, 董山)이 천순(天順) 연간 이래 명에 요청을 계속 보낸 결과, 건주여진에서는 무순관(撫順關, 현재 요녕성遼寧省 무순시撫順市 동주구東洲區 연반향碾盤鄉 관구촌關口村으로 추정)에 마시(馬市)가 개설되었지만 현지 이인들은 마시에서의 말 거래로 얻는 이익에 의지하였기 때문에 명측이 제시한 구입가에 불만을 갖고 무력시위를 보이려 하였다.
무순관 마시는 구러성(Gure i hoton, 古勒城)을 거점으로 하는 왕고에게도 요충지였다.

### 명 변경 침공과 명 관료 살해
가정 36년(1557) 10월, 왕고는 무순을 기습하여 명(明) 수비(守備) 팽문수(彭文洙)를 죽이고 일대를 노략하였다. 가정 41년(1562) 5월, 부총병(副總兵) 흑춘(黑春)이 군대를 이끌고 왕고를 소탕하려 하였으나, 오히려 왕고에게 부식산(婦媳山)에서 매복 공격을 당하여 생포되었고 능지형에 처해져 죽었다. 이후 왕고는 요양(遼陽), 고산(孤山), 무순, 탕참(湯站) 등을 공격하였고, 지휘(指揮) 왕국주(王國柱)•진기부(陳其孚)•대면(戴冕)•왕중작(王重爵)•양오미(楊五美), 파총(把總) 온란(溫欒)•우란(于欒), 왕수렴(王守廉)•전경(田耕)•유일명(劉一鳴) 등 명 무장 십수 명을 살해하였다. 같은 시기 하다(哈達)의 버일러(貝勒) 완한(Wan han, 萬汗) 왕타이(王台)의 세력이 점차 커지자, 왕고와도 마찰이 자주 발생하였고, 후에 두 사람은 무순관(撫順關) 아래에서 맹세하면서 충돌은 일단락되었다.

### 깊어지는 대립

#### 투항자를 둘러싼 보복
융경(隆慶) 6년(1572), 건주여진 출신 하하나(哈哈納) 등 30명에 무순 변방에서 투항하였다. 명의 관리가 투항을 받아들이자 왕고는 분개하였다. 왕고는 개원(開原)으로 몰려와서 투항자들을 인도해 줄 것을 요청했지만 문전박대를 당하였다. 그곳에서 말 한마리와 안장을 왕타이에 헌상하여 협력을 요청했지만 왕타이는 거절하였다. 그러나 왕고의 결의가 굳건하자 난처해진 왕타이는 명에 몰래 기병 1천여 기를 파견하여 신하(汛河)에서 남쪽으로 청하(淸河)까지의 거리를 왕고에게 동행시켰다.
이때 왕고 부락의 작걸(조치?)(綽乞)라는 인물이 왕고의 계획을 명에 밀고하였기에, 유격(遊擊) 조보(曹簠)와 파총(把總) 노둔(魯鈍)은 기동력 좋은 병사를 거느리고 출동하였다. 다음날, 여진 부대가 과연 판장곡(板場谷, 위치 미상) 방면으로부터 의기양양하게 귀환하고 있었다. 이를 습격한 조보 등은 수급 5개, 소 66마리, 말과 노새 20마리를 노획하였다. 왕고는 자신의 본거지로 도주하였다.

#### 가여익의 실책
같은 해, 무순의 호시(互市)가 재개되려 하는 것에 맞춰 가여익(賈汝翼)이 비어사(備禦使)로 새롭게 취임하였다. 가여익은 명조의 위엄을 보이려고 각 추장에 대하여 매우 엄격한 태도를 보였기 때문에, 차례로 양자의 관계는 긴장도를 높였다.
종래 관습에서는 무이청(撫夷廳)에 비어사가 나타나면 각 추장은 정해진 순서에 따라 비어사를 알현하고, 거기에 정해진 토산물을 봉헌하면, 계속하여 말의 품급이 정해지기 시작하였다. 입공(入貢)한 측은 야윈 말이든 다리를 저는 말이든 상관 없이 봉헌하였고, 사전에 신고도 하지 않았다. 그러나 이들을 대하는 명측은 추장들의 요구를 채워주고자, 또한 이적(夷狄)을 기미(羈縻)하는 목적도 있었기에, 양마(良馬, 품질 좋은 말)든 태마(駄馬, 짐말)든 고가로 사들였다. 이즈음 왕고는 자신의 힘을 믿고 스스로를 과시하면서, 호시에서는 자리에 앉아 있는 비어사를 매도하였으며, 술을 마실 때에는 취기에 맡겨 제멋대로 난폭하게 행동하였다. 주위에서는 이를 곤란하게 여겼지만 어쩔 도리 없이 지켜보기만 하였다.
그러나 새롭게 취임한 가여익은 구습을 답습하지 않고, 각 추장을 당(堂) 위에 올리려 하지도 않았다. 그러나 추장들이 명령을 무시하고 당에 오르려 하자 가여익은 책상을 두드리며 격분하였고, 명령에 따르지 않는 추장 십수 명을 매질하게 하였다. 한편 이즈음은 이전과 다르게 체격이 좋은 말이 많으며 도합 280여기를 얻었다고 전한다.
가여익은 왕고가 납입한 얼주(櫱酒)나 직미(稷米)에 대하여서도 무상(撫賞, 보상)하는 것을 최대한 억누르는 등의 모습을 보이자, 같은해 7월 왕고는 같은 불만을 품은 여러 추장을 이끌고 무이청을 뒤로 하고 새외(塞外)로 나오자, 그곳에서 소를 죽이고 맹약을 맺었다. 그리고 다시 새내(塞內)로 틈입(闖入)하자, 동주(東州)로부터 무순에 이르기까지의 지역을 습격하고 살인과 약탈을 자행하였다. 왕고 등은 비어사 교체를 요구하였다. 참가한 추장은 최소 30명, 최대 60명이었다 한다.

#### 굴욕의 혈맹
요동순무(巡撫遼東) 장학안(張學顏)은 부총병(副總兵) 조완(趙完)에게 출병을 명하였다. 그러나 조완은 지령을 무시하였고, 병사를 남겨두고는 응전하려 하지 않았으며, 오히려 제멋대로 추장을 역이용한 것으로 가여익을 힐난하였다. 병부(兵部)는 조완의 군령 무시에 의한 군기 소홀을 비난하면서도 여진 군대에 대한 공격이 우선이었기에 조완의 처분을 잠시 보류하였고, 집행유예 상태인 조완은 여진 기병의 재공격이 있었을 때에 수급 18개를 획득하는 활약을 조였다.
그러나 명군은 왕고 등의 일련의 습격을 물리쳐 왔지만 군의 피해도 극한에 달하면서 언젠가 왕고 등에게 패배할지 위태로운 상황이었다. 명이 왕고에 대한 대응책을 논의한 음9월, 동이(東夷)의 아혁(아거?)(阿革)과 왕고 등이 무순, 영전(寧前), 금주(錦州), 의주(義州) 등을 침범하였고, 거기에 같은달 28일에는 홍타이지(王台吉)가 이끄는 기병 1천여 기와 왕고 등이 이끄는 3천여 기가 각각 무순관에 임박하였다. 다음날 29일, 비어사 배승조(斐承祖)와 지휘사(指揮使) 정방(丁倣) 및 대양동(戴良棟)과 개대관(闓大關)이 왕고에게 경고하였지만, 왕고 등은 이에 대하여 가여익 처분을 요구하였다.
분수동녕도(分守東寧道) 이악(李鶚)과 개원비병사(開原備兵使) 왕지필(王之弼)은 개원비어사(開原備禦使) 소국부(蘇國賦)와 부장(副將) 맹당(孟堂)과 동반하여, 하다 버일러 왕타이를 방문, 왕고를 단속하였다. 왕타이가 왕고를 따라 무순관에 이르자, 왕지필과 이악은 사자를 보내어 왕고와 혈맹을 맺게 하였다. 남쪽으로 마근단보(馬根單堡)까지 혈맹에 따라 왕고의 속령으로 정해졌고, 명 변방 침범을 금하는 한편, 명은 왕고 속령의 투항자를 받아들이지 않는다는 것을 서약하였다.
다음달 10월, 가여익은 비어직에서 파면되었고, 이악과 왕지필은 피를 마시며 이적과 맹약을 맺고 국가 위신을 낮췄다는 일로 감봉 처분을 받았다. 12월, 왕고는 무순관에서 왕타이와 맹약을 맺고 약탈한 군민 149명과 말을 반환하였다. 명은 왕고의 입공 자격을 다시 승인하였고 왕타이에게는 포상으로 은폐(銀幣)가 사여되었다.

### 배승조의 맹세 배신
만력(萬曆) 2년(1574) 음7월, 왕고의 영내주민 4명이 명으로 망명하였다. 왕고의 측근인 내력홍(來力紅)은 융경(隆慶) 6년(1572) 음9월말에 체결된 혈맹에 근거하여 무순관으로 향하였고, 도망자 인도를 요구하였다. 그러나 같은해 이제 막 취임한 비어사 배승조(裴承祖)가 인도를 거절하였기 때문에, 보복으로서 경고병(警固兵) 5명을 납치하였다. 내력홍의 불순한 태도에 화가 난 배승조는 왕고가 입공하는 부재 시기를 노리고 내력홍의 요새로 급습하였지만, 도리어 군사 300명과 함께 포위되어 고립무원 상황에 처하였다. 잊공중이었던 왕고는 사태를 알고 돌아갔고, 내력홍과 동잔하여 배승조를 만났다. 그러나 대치가 계속되는 가운데 기다리다 지친 배승조가 왕고 졍사를 참살한 것으로 긴장 상태는 전투로 발전하였다. 왕고가 무순을 방문하여 화호를 요구하였기에 처음으로 배승조의 위기를 안 무순소(撫順所) 측은 파총 유승혁(劉承奕)을 구출로 파견하였지만, 포로가 된 배승조와 함께 내력홍의 손에 참살되었다. 유승혁은 시체가 갈기갈기 찢어져 발견되었고 배승조는 왕고의 아들 왕타이(王太, 즉 아타이阿太)에 의하여 심장이 도려내진 상태로 발견되었다.

### 홍력새 함락
장학안은 왕타이에게 내력홍 등의 생포를 요구하였고, 왕고의 입공 중지를 주청하였다. 공시가 중지되어 속하 부락이 곤궁에 처해진 것을 이유로 왕고는 투메드(土默特)와 태녕(泰寧) 등 부락을 규합하여 요양(遼陽)과 심양(瀋陽)을 습격하였다. 요동총병관(遼東總兵官) 이성량(李成梁)은 심양에 무장을 나눠 주둔시켰다. 왕고는 여러 부락의 기병 3천기를 이끌고 오미자충(五味子衝)으로 진입하였지만, 명군에 포위되었고, 기병 병사들은 왕고의 부락으로 도주하였다. 왕고의 부락은 천험의 요새로 성곽이 견고하고 깊은 해자를 설치하였기에 공략하기 어려웠다. 같은해 음10월, 명군은 포탄과 화기를 소지하고 왕고의 부락을 포위하였고, 요새를 몇 겹으로 둘러싼 목책을 도끼로 부수기 시작하였다. 이성량이 각 무장에게 신속히 성을 함락시킬 것을 명하자 왕고는 3백명에게 성루 위에서 화살로 항전하게 하였지만, 대항하는 명군은 불을 놓았고 가옥이나 마초가 모두 불타 하늘이 연기로 뒤덮였으며 여러 부락은 궤멸하였다. 명군은 수급 1,104개를 획득, 배승조 등을 살해한 이들은 모두 목이 달아났으나 왕고는 또다시 도주하였다. 명군은 압도적인 군사력으로 거의 모든 사람과 가축을 살해하고 약탈하였다.

### 도주 실패
만력 3년(1575) 음2월, 왕고는 여세를 모아 다시 변장을 침범하였지만 다시 명군에게 포위되었다. 왕고는 망괘(蟒褂)와 홍갑(紅甲)을 아하나(阿哈納)(?)에게 주어 미끼로 삼았고 명군에 추격당하는 그 틈에 돌파하려 하였다. 돌파에 성공한 왕고는 태녕위 수바하이(速把亥)가 있는 곳으로 가려 하였지만 명군을 피하여 북쪽으로 가는 것은 단념하였고, 왕타이의 영지를 경유하려 하였다.
같은해 음7월 28일, 명으로부터 격문을 받은 왕타이는 아들 후르간(Hūrgan, 扈爾干)과 함께 왕고를 붙잡고 변방 수비병에게 신병을 인도하였다. 음8월 6일, 만력제(萬曆帝)는 왕고를 자금성(紫禁城)에 감금하도록 명하였고, 또한 왕고를 붙잡은 공적으로 왕타이에게 용호장군(龍虎將軍)의 훈관을 수여하였으며 왕타이의 아들 2명을 도독첨사(都督僉事)로 승진시켰으며 보상으로 은폐(銀幣)를 하사하였다. 같은달 29일, 만력제는 오문(午門) 운루(雲樓)에 올라 요동수(遼東守)로부터 왕고의 신병을 인도받는 헌부례(獻俘禮)를 행하였다. 일자술(日者術)에 능통하여 자신을 불사신이라고 호언하던 왕고는 시장에서 책형(磔刑)에 처하여 사망하였고, 아내와 자식 27명은 왕타이에 귀속되었으나, 아들 아타이(阿台)는 도주하였다.

## 이름
일설에 의하면 왕고의 여진 이름은 아돌한(阿突罕)이라고 한다. 또한 『동이고략(東夷考略)』에 의하면, 초기 명 변경이 침략당하여 명측이 입공을 중지한 후, 과작(科勺)이라는 가짜 이름으로 입공을 했다고도 한다.

## 청 황실과의 관계에 관한 의문점
조이손(趙爾巽) 등이 편찬한 『청사고(清史稿)』(1928)는 왕고의 민족이나 출신에 대하여 '그의 종족은 모른다(不知其種族)'고 하였으며, 또한 누르하치와의 관계에 대하여서도 언급하지 않았다. 이에 대하여 청대사학자 맹삼(孟森)과 이나바 이와키치(稲葉岩吉) (일명 이나바 군잔稲葉君山)은 모두 청대 금기시된 연고와 관련 있다고 주장하였다. 이들 주장의 핵심은 (1) 왕고=누르하치 외조부 (2) 왕고=아고도독 두 문제와 관련되어 있다.

### 1. 왕고=누르하치 외조부
- 이나바 이와키치(稻葉岩吉)는 저서 『청조전사(清朝全史)』[35](1914)에서 다음과 같이 기술하며, 왕고를 누르하치의 외조부로 보고 있다.(후리가나는 원서에 의함)

```
청조의 기록은 또한 태조의 모계를 상세하게 말하지 않는다. 실록은 현조(顯祖, 즉 누르하치 부친 
탁시
)의 대푸진(大福金)이라고 말하면서 히타라씨(喜塔喇氏)라고 언급하는 바, 이는 아고도독(阿古都督)의 딸로, 이후에 
선황후
(宣皇后)라고도 하였으니, 즉 이 사람이라고 부기하고 있지만, 아고도독이란 자는 어떤 사람인지는 또한 분명치 않다. 아고는 왕고의 전음으로 생각되지만, 그것을 명기하지 않은 것은 아마도 기피하는 바가 있기 때문일 것이다. 여허(葉赫)의 추장 
나림불루
(那林孛羅)는 일찍이 태조는 왕고의 후예라고 말하였다.(清朝の記錄は、又た太祖の母系を詳かに言はず。實錄は、顯祖の大福金
フチン
なりといひて、喜塔喇氏といふを舉げ、こは阿古都督の女、後に宣皇后といへる、即ち是れなりと附記せるが、阿古都督なるもの、何樣たりしやは、又明かならず。阿古は、王杲
ワンコ
の轉音とも覺ゆるが、それを明記せざるは、蓋し諱むところありしなるべし。葉赫の酋長那林孛羅は、かつて太祖をば王杲の裔なりといへり。)
```

- 맹삼(孟森)은 저서 『청조전기(清朝前紀)』(1930) 에서 다음과 같이 기술, 이나바의 주장에 대체로 찬동하였다. (괄호 및 독점은 새로 첨가)[주 1]

```
현조는 왕고의 사위이다. 이나바가 인용한 청실록에 의하면, 현조의 대푸진은 히타라씨이니 곧 아고도독의 딸이다. 이제 『동화록(東華錄)』에 기록된 것과 같다. 이나바는 "아고도독은 어떤 사람인가는 명확한 문장이 없다. 이제 아고는 왕고의 전음이라고 단언할 수 있다. 여허 추장 나림불루의 말에도 '태조는 왕고의 후예이다'라고 하지 않았는가!"라고 하였다. 이제 이나바의 말에 의하면 매우 명확하다. 그의 의견에 '태조는 왕고의 후예이다'라는 것은 여허버일러 나림불루가 분명 근거가 있다는 것을 말한다. 나림불루는 ... 즉 
효자고황후
(孝慈高皇后)의 오빠이다. ... 태조의 처남이 말한 것은 분명 믿을 만하다. 요컨대 청태조의 모친이 왕고의 소출인 것은 명청 시기에는 모두가 알았지만, 후세에는 오히려 금기어가 되었던 것이다.
(顯祖爲王杲女夫. 據稻葉引清實錄, 顯祖之大福金爲喜塔喇氏, 乃阿古都督女. 今, 東華錄所錄正同. 稻葉云「阿古都督爲何等人, 無明文. 今, 可斷言阿古卽王杲之轉音. 不舉王杲者, 諱之也. 葉赫酋長・那林孛羅之言, 不曰『太祖爲王杲之裔』乎.」
[
35
]
今, 按稻葉之言甚確. 其所見稱「太祖爲王杲之裔」者, 爲葉赫貝勒・那林孛羅, 自必有本. 那林孛羅 …… 卽孝慈高皇后之兄. …… 以太祖妻舅之所言, 自必可信. …… 要之清太祖母爲王杲之所出, 明清之際, 固共知之, 後乃諱言耳.)
```

요컨대 이나바는 히타라씨가 무려 청태조 누르하치의 외가임에도 불구하고 청대 기록에 모계 히타라씨의 언급이 적다는 점, 누르하치의 처남이자 여허나라(葉赫那拉) 출신 나림불루가 누르하치는 왕고의 후예라고 언급한 점을 들어 왕고는 누르하치의 모계 조상으로 추정하면서, 모종의 이유로 왕고 관련 언급이 기피되었다는 것을 암시하고 있다. 맹삼 역시 이나바의 추정에 대체로 찬동하고 있다. 특히 당대인이자 누르하치와 가까운 나림불루의 언급은 신빙성이 높다는 것을 맹삼은 주요 근거로 보고 있다. 맹삼은 명청 이후 후대에 왕고를 언급하는 것이 기피시된 점으로 인해 왕고에 관한 기록남지 않았다고 본다.

### 2. 왕고=아고도독 문제
그러나 '왕고=아고도독' 여부 문제에서 이나바와 맹삼은 다른 주장을 보인다. 앞서 보았듯이 이나바는 왕고를 『명실록』에 등장하는 '아고도독(阿古都督)'으로 보았다. 위의 인용문에서 이나바는 아고와 왕고의 발음이 유사하다는 점을 근거로 들었지만, 또한 이나바는 왕고와 누르하치와의 나이차이나 왕고의 활동 기간을 검토하여 왕고에 해당하는 인물을 아고도독으로 비정한 것으로 보인다. 반면, 맹삼은 이나바의 주장이 틀렸다고 본다. 『명실록』을 살펴보면 왕고와 아고도독의 생존 연대가 맞지 않기 때문이다.
```
"만력 5년 10월 ... 정해일, 건주우위 등의 여직(여진) 이인(夷人) 도독 래류주(來留住) 등과 린위(隣衛) 등의 이인 
도독아고
(都督阿古) 등이 각각 북경에 와서 조공하였기에, 율례에 따라 연회를 하사하고 상을 수여하였다(萬曆五年十月 …… 丁亥, 建州右等衛女直夷人都督來留住等, 并隣等衛夷人
都督阿古
等各赴京朝貢, 賜宴•給賞如例.)"
[
37
]
```

그러나 이때 왕고는 이미 만력 3년(1575) 능지형을 받고 사망한 상태였다. 이 기록의 '도독아고(都督阿古)'가 누르하치의 모친 히타라씨의 부친이라면, '왕고=아고'는 성립되지 않는다. 이런 점에서 중국학자 이림(李林) 역시 2006년 '아고는 왕고가 결코 아니다'라는 글을 쓴 바 있다.

## 일화
- 모국어인 여진어는 물론 중국어나 몽골어[39]에도 능통하였고, 심지어 그 문자도 이해하였다.[40]
- 일자술(日者術) 즉 무격(巫覡)[39]에도 정통하여 주변 부락 사이에서도 유명하였다.

## 같이 보기
- 여진의 지도자 목록

### 내용주
1. ↑  参考：维基百科「王杲」では「稻叶君山认为王杲与“阿古都督”为同一个人，孟森以为误」とし、その典拠として孟森『滿洲開國史講義』中華書局 (2006) p.194を挙げている。同書については閲覧できていない為、さしあたって『清朝前紀』の記述に拠る。尚、『滿洲開國史講義』は目次をみる限り『清朝前紀』に加筆したものと思われる。

### 참조주
1. ↑  『명숙황제세종실록(明肅皇帝世宗實錄)』
2. ↑  『만력무공록(萬曆武功錄)』 「왕고전(王杲傳)」
3. ↑  『명사(明史)』 「장학안전(張學顏傳)」
4. ↑  왕재진(王在晉), 『삼조료사실록총략(三朝遼事實錄總略)』 「건이편(建夷篇)」
5. 1 2  『청사고(淸史稿)』 「왕고전(王杲傳)」
6. ↑  孟森，《滿洲開國史講義》，中華書局，2006年，第197頁
7. 1 2  稻葉君山，《清朝全史·努爾哈赤興於建州》
8. ↑  閻崇年，《明亡清興六十年·满洲崛兴》
9. ↑  茅瑞徵, 『동이고략(東夷考畧)』 중 「해서여직통고(海西女直通攷)」
10. 1 2  〈第13篇 王杲阿台紀11 附王兀堂〉. 《清朝前紀》. 211–223쪽.
11. ↑  『만력무공록(萬曆武功錄)』 卷13 「동삼변(東三邊)2 왕고열전(王杲列傳)」
12. ↑  『만력무공록(萬曆武功錄)』 「동삼변(東三邊)2 왕고열전(王杲列傳)」
13. ↑  광녕(廣寧), 개원, 무순 세 곳의 호시(마시)에서는 시장을 독점하면서 부당하게 가격을 낮춰왔기에 여진 추장들은 불만을 표하고 있었다. 게다가 홍치(弘治) 연간에 이르면, 무순 호시에서는 비어관에게 관할을 맡겼다.(『명효종경황제실록(明孝宗敬皇帝實錄)』, 홍치(弘治) 12년 9월 20일 기사, "廣寧・開原・撫順三馬市, 每遇夷人持馬・貂諸物來市, 被鎭守等官及勢家, 縱令頭目・僕從，減價賤市. 十償三四夷人, 受其挫勒, 折閱積久, 懷怨殊深. 往往犯邊, 多坐此故. 請自今, 馬市 …… 在撫順者, 委備禦官.)
14. 1 2  〈隆慶6年1572 7月18日段58058〉. 《神宗顯皇帝實錄》 3.
15. ↑  〈隆慶6年1572 8月7日段58078〉. 《神宗顯皇帝實錄》 4.
16. ↑  〈隆慶6年1572 9月5日段58107〉. 《神宗顯皇帝實錄》 5.
17. ↑  〈隆慶6年1572 9月12日段58114〉. 《神宗顯皇帝實錄》 5.
18. 1 2 3  〈隆慶6年1572 10月26日段58150〉. 《神宗顯皇帝實錄》 6.
19. ↑  〈隆慶6年1572 10月21日段58145〉. 《神宗顯皇帝實錄》 6.
20. ↑  〈隆慶6年1572 12月25日段58209〉. 《神宗顯皇帝實錄》 8.
21. ↑  『청사고(淸史稿)』 卷222 "土默特•泰寧諸部"
22. ↑  〈王杲〉. 《清史稿》 222. 清史館. 三年二月, 王杲復出, 謀集餘衆犯邊, 復爲明軍所圍. 王杲以蟒褂•紅甲授所親阿哈納, 陽爲王杲突圍走, 明軍追之. 王杲以故得脫, 走重古路, 將往依泰寧衞速把亥. 明軍購王杲急, 王杲不敢北走, 假道於王台. 邊吏檄捕送.
23. ↑  『청사고(淸史稿)』 卷222 「왕고(王杲)」에서는 "……王台率子"虎兒罕赤"縛王杲以獻，……", "……因誘葉赫楊吉砮等侵"虎兒罕赤"."이라고 하며 왕타이의 아들 후르간을 '후르간치(虎兒罕赤)'라고 표기하고 있지만, '赤'의 의미는 알 수 없다. 또한 『청사고(淸史稿)』 卷223에서는 '후르간(扈爾干)'이라고 표기하지만 '赤'는 없다.
24. ↑  〈王杲〉. 《清史稿》 222. 清史館. 七月, 王台率子虎兒罕赤, 縛王杲以獻, 檻車致闕下, 磔於市. 王杲嘗以日者術自推出亡不即死, 竟不驗.
25. ↑  〈萬曆三年七月28日〉. 《明神宗實錄》 40. 不詳. ○虜酋王台執王杲以獻, 邊臣以聞.
26. ↑  〈建州女直攷〉. 《東夷考略 (Wikisource版)》. 不詳. ……加台龍虎將軍秩眎西虜二子並進都督僉事……
27. ↑  후르간 이외 1명은 삼하투(三馬兎)라는 아들로 보이나 알 수 없다.
28. ↑  〈萬曆三年八月6日〉. 《明神宗實錄》 41. 不詳. ○辛未論擒獲王杲功上命械觧王杲獻俘正法以王台縛送首惡忠順可嘉加授勳銜二子俱陞都督僉事仍賞銀幣以示優獎
29. ↑  〈萬曆三年八月29日〉. 《明神宗實錄》 41. 不詳. ○甲午, 上御午門雲樓, 受遼東守臣所獻逆酋王杲俘, 百官稱賀.
30. ↑  〈王杲〉. 《清史稿》 222. 清史館. 妻孥二十七人爲王台所得, 其子阿台脫去.
31. ↑  張, 徳玉 (2005년 6월).  傅, 波, 편집. “试论满族姓氏形成发展与演变 - 兼谈抚顺地区的满族姓氏”. 《赫图阿拉与满族姓氏家谱研究》 (중국어) 1판 (瀋陽市: 遼寧民族出版社): 337.
32. ↑  〈王杲〉. 《清史稿》 222. 清史館. 王杲，不知其種族。
33. ↑  孟森，《滿洲開國史講義》，中華書局，2006年，第202頁
34. ↑  《清朝全史·努爾哈赤興於建州》
35. 1 2  〈第八節 - 甲 - 太祖の幼時〉. 《清朝全史》 上. 120–122쪽.
36. ↑  孟森，《滿洲開國史講義》，中華書局，2006年，第194頁
37. ↑  『명현황제신종실록(明顯皇帝神宗實錄)』 卷68 만력 5년(1577) 10월 정해조(丁亥條)
38. ↑  李林，《满族宗谱研究》，辽宁民族出版社，2006年，127页 “阿古并非王杲”章节
39. 1 2  和田, 淸 (1952년 9월). “淸の太祖の顧問龔正陸” (PDF). 《東洋学報》 (東洋文庫) 35 (1): 41–42.
40. ↑  〈總畧 (建夷)〉. 《三朝遼事實錄》 首.